# HT-16PGJ
HT-16PGJ - это переносная зенитная ракетная система (MANPADS), разработанная и произведенная в Северной Корее. Эта система предназначена для защиты войск от воздушных угроз на низких высотах, особенно от вертолетов.

### Обзор
HT-16PGJ была разработана как часть усилий Северной Кореи по улучшению своих оборонительных возможностей и расширения арсенала современными зенитными ракетными системами. Она представляет собой улучшенную версию предыдущих моделей MANPADS и способна поражать цели на расстоянии до 6 километров.

### Характеристики
- Дальность обнаружения цели: до 10 км.
- Дальность ведения огня: до 6 км.
- Вес: около 17-18 кг в зависимости от модели.

### Использование
HT-16PGJ была замечена в использовании в различных военных конфликтах и, как сообщается, экспортировалась в Сирию. Она также упоминается в контексте черного рынка оружия, что подчеркивает необходимость строгого контроля над распространением таких систем